# Palace Beach Hotel
Palace Beach Hotel ist ein Anti-Kriegsfilm von Philippe Venault aus dem Jahr 2014, der für den deutsch-französischen Fernsehsender Arte produziert wurde.

## Handlung
Elsa, ihr Partner Franck und Mario kämpften als Soldaten der Französischen Streitkräfte im Krieg in Afghanistan. Sie waren Teil eines Sonderkommandos Kobra (in der deutschen Fassung: Kolibri) und mussten mitansehen, wie einem ihrer Kameraden von einem Taliban die Kehle durchgeschnitten wurde. Ihre Einheit kehrt zusammen mit anderen Soldaten  nach dem Einsatz nach Frankreich zurück. Doch zuvor sollen sie die Möglichkeit bekommen, in einem Strandhotel auf Zypern ihre traumatischen Erlebnisse zu verarbeiten. Oberst Letelier hat daher die anerkannte Psychiaterin Di Vanno in das Hotel abkommandiert, mit der er eine Affäre unterhält.
Letelier hat darüber hinaus aus Paris den Auftrag erhalten, den Tod des Kameraden aufzuklären. Alle Beteiligten werden daher nacheinander befragt. Er verfolgt dabei das Ziel, die Angelegenheit möglichst geräuschlos abzuwickeln. Was er jedoch zunächst nicht weiß: Mario hat bei dem erschossenen Taliban rund 1,2 kg Heroin gefunden und es an sich genommen. Unter Mithilfe von Franck und der als Krankenschwester ausgebildeten Elsa hat er das Opioid in kleinen, aus medizinischen Handschuhen hergestellten Kapseln verschluckt. Die drei wollen das Rauschgift so nach Frankreich bringen und dort verkaufen. Mario leidet jedoch nicht nur an einer akuten Obstipation, sondern viel mehr auch an einer posttraumatischen Belastungsstörung. Die Bilder des verstorbenen Kameraden gehen ihm nicht mehr aus dem Kopf. Franck und Elsa reden auf ihn ein, durchzuhalten, doch Mario erklärt sich eines Abends gegenüber der Psychologin.
Am nächsten Morgen wird er tot im Schwimmbecken des Hotels aufgefunden. Durch die Obduktion erfährt auch Oberst Letelier von dem Heroin in Marios Magen. Er setzt den behandelnden Arzt unter Druck, der die Obduktion regelwidrig ohne einen Polizisten vornehmen musste, und nimmt das Rauschgift an sich. Gegenüber der Truppe erklären die Vorgesetzten, dass Mario ausgerutscht und ertrunken sei. Somit sei sein Tod ein tragischer Unfall.
Franck und Elsa sind schockiert und machen sich auf die Suche nach dem Rauschgift. Elsa sucht Di Vanno in ihrem Hotelzimmer auf, bedroht sie mit einer Waffe und fordert von ihr die Herausgabe des Heroins. Die Psychiaterin ruft den Oberst herbei, der ebenfalls von Elsa mit der Waffe bedroht wird. Er übergibt ihr das Heroin, die das Beweismittel in der Toilette des Hotelzimmers vernichtet. Der Oberst kann sie überwältigen und macht ihr klar, dass er den gesamten Vorfall vertuschen will. Franck erfährt von dem Vorfall und ist außer sich. Er wird von mehreren Soldaten überwältigt und ruhig gestellt.
Di Vanno und Elsa reisen am darauf folgenden Tag nach Frankreich ab. Franck wird in einem Krankenwagen ebenfalls in seine Heimat gebracht und auch Letelier reist nach Hause.

## Eigendarstellung
Der produzierende TV-Sender Arte sieht in dem Werk Venaults ein „aufwühlendes Drama“, das die „emotionale Belastung dreier Soldaten, deren Erlebnisse sie auch nach ihrer Rückkehr verfolgen, nachfühlbar“ macht.

## Kritik
Für die TV Spielfilm ist der Film ein „Desillusionierender Thriller über das große Scheitern“. Die Neue Osnabrücker Zeitung ist hingegen nicht begeistert. Sie sieht in der Kombination aus „Bewältigungsdrama, Kriminalgeschichte, Thriller mit einigen militärpolitischen Bezügen“ zu viel, „was in 90 Minuten verhandelt werden will“.